# Gerardo García León
Gerardo García León (Sevilla, 7 de diciembre de 1974), conocido como Gerardo, es un exfutbolista y entrenador español. Jugaba de centrocampista o de lateral derecho, y su último equipo fue el Club Deportivo Anguiano. Se formó en las categorías inferiores del Real Madrid. Llegó a disputar una edición de la UEFA Champions League con el Valencia Club de Fútbol, siendo incluso titular en la final de la competición. Sus hermanos Moisés, Eduardo y Manuel Candelas también fueron futbolistas profesionales. Ha creado una escuela de fútbol en Logroño. Actualmente es entrenador del Betis femenino.

## Biografía

### Inicios
Gerardo García León nació en Sevilla en 1974, aunque se crio en Logroño. Futbolísticamente se formó en las categorías inferiores del Real Madrid, aunque nunca llegó a debutar en el primer equipo. Tras tres temporadas en el filial madridista sin lograr abrirse paso en la primera plantilla; Gerardo prosiguió su carrera en varios equipos de la Segunda División Española, CD Leganés, UE Lleida y CD Badajoz.

### Villarreal CF
En 1998 fichó por el Villarreal CF, equipo ascendido por primera vez en su historia a la Primera división española. Con el Villarreal debutó en la máxima categoría del fútbol español y jugó 34 encuentros en la categoría, aunque el Villarreal descendió al finalizar la temporada. Gerardo comenzó la temporada 1999-2000 con el Villarreal CF.

### Valencia CF
En enero de 2000 fue fichado por el Valencia CF. Aunque no jugó habitualmente con el equipo "che" durante la temporada 1999/00, tuvo el honor de jugar la final de la Champions League de esa temporada, con el técnico Héctor Cúper, debido a la sanción de Amedeo Carboni por acumulación de tarjetas, que el Valencia perdió frente al Real Madrid.

### CA Osasuna
La temporada 2000-01 estuvo cedido en el CA Osasuna por el Valencia CF.

### Málaga CF
En 2001 Gerardo fichó por el Málaga CF, iniciando el periodo de mayor estabilidad de su carrera. Jugó durante 5 temporadas consecutivas en Primera división con el Málaga CF. Durante esas 5 temporadas fue un habitual de la zaga malaguista. En las primeras de esas 4 temporadas el Málaga CF obtuvo resultados en la mitad de la tabla y en 2002 ganó con el Málaga la Copa Intertoto. En la temporada 2005-06 el Málaga acabó en último lugar y descendió de categoría..

### Real Sociedad
Tras el descenso del Málaga fichó por la Real Sociedad para la temporada 2006/07. El entrenador y director deportivo de la Real Sociedad, José Mari Bakero, quería jugadores experimentados para reforzar la zaga realista y el sevillano se ajustaba perfectamente a ese perfil. Gerardo llegó con la carta de libertad y fichó por dos temporadas ampliables a una tercera en caso de jugar un mínimo de encuentros.

### Córdoba CF
Con la Real volvió a descender de categoría y jugó las siguientes 2 temporadas en la Segunda división, siendo el jugador más habitual del lateral derecho realista durante esas temporadas. Tras no renovarle el conjunto txuri-urdin, en agosto de 2009 Gerardo fichó por una temporada por el Córdoba CF. Una temporada después volvió a renovar por los cordobeses.

### SD Logroñés
En la temporada 2011 Gerardo no renovó por el Córdoba CF y volvió a Logroño, donde el 2 de septiembre ficha por la SD Logroñés.
. Después de un ascenso a la categoría del bronce del fútbol español con la Sociedad Deportiva Logroñés, hito que aún le quedaba por conseguir, jugó en la temporada 2012-2013 con su hermano Manuel Candelas García León también en la Sociedad Deportiva Logroñés en Segunda División B. Tras la permanencia del club riojano, Gerardo anunció su retirada del fútbol el 14 de mayo de 2013 en la sala de prensa de Las Gaunas, el club de su Logroño adoptivo.

### CD Anguiano
En mayo de 2017, al término de la temporada, anunció con un vídeo su retirada del fútbol como jugador.

## Clubes
| Club                    | País   | Año       |
| ----------------------- | ------ | --------- |
| Real Madrid B           | España | 1992-1995 |
| CD Leganés              | España | 1995-1996 |
| UE Lleida               | España | 1996-1997 |
| Club Deportivo Badajoz  | España | 1997-1998 |
| Villarreal CF           | España | 1998-1999 |
| Valencia CF             | España | 1999-2000 |
| Osasuna                 | España | 2000-2001 |
| Málaga CF               | España | 2001-2006 |
| Real Sociedad           | España | 2006-2009 |
| Córdoba C.F.            | España | 2009-2011 |
| SD Logroñés             | España | 2011-2013 |
| Club Deportivo Anguiano | España | 2016-2017 |

## Estadísticas
| Temporada | Club                | Categoría                  | Liga  | Liga  | Copa  | Copa  | Europa | Europa | Total | Total |
| Temporada | Club                | Categoría                  | Part. | Goles | Part. | Goles | Part.  | Goles  | Part. | Goles |
| --------- | ------------------- | -------------------------- | ----- | ----- | ----- | ----- | ------ | ------ | ----- | ----- |
| 1992-93   | Real Madrid B       | Segunda División           | 3     | 0     | 0     | 0     | 0      | 0      | 3     | 0     |
| 1993-94   | Real Madrid C       | Segunda División B         | 7     | 0     | 0     | 0     | 0      | 0      | 7     | 0     |
| 1993-94   | Real Madrid B       | Segunda División           | 23    | 4     | 0     | 0     | 0      | 0      | 23    | 4     |
| 1994-95   | Real Madrid B       | Segunda División           | 29    | 2     | 0     | 0     | 0      | 0      | 29    | 2     |
| 1995-96   | CD Leganés          | Segunda División           | 36    | 4     | 4     | 0     | 0      | 0      | 40    | 4     |
| 1996-97   | UE Lleida           | Segunda División           | 28    | 2     | 5     | 0     | 0      | 0      | 33    | 2     |
| 1997-98   | CD Badajoz          | Segunda División           | 38    | 3     | 1     | 0     | 0      | 0      | 39    | 3     |
| 1998-99   | Villarreal CF       | Primera División           | 34    | 2     | 5     | 0     | 0      | 0      | 39    | 2     |
| 1999-00   | Villarreal CF       | Segunda División           | 11    | 1     | 0     | 0     | 0      | 0      | 11    | 1     |
| 1999-00   | Valencia CF         | Primera División           | 10    | 0     | 1     | 0     | 2      | 0      | 12    | 0     |
| 2000-01   | Valencia CF         | Primera División           | 0     | 0     | 1     | 0     | 1      | 0      | 2     | 0     |
| 2000-01   | CA Osasuna (Cedido) | Primera División           | 10    | 2     | 0     | 0     | 0      | 0      | 10    | 2     |
| 2001-02   | Málaga CF           | Primera División           | 33    | 1     | 0     | 0     | 0      | 0      | 33    | 1     |
| 2002-03   | Málaga CF           | Primera División           | 28    | 1     | 2     | 0     | 6      | 0      | 36    | 1     |
| 2003-04   | Málaga CF           | Primera División           | 33    | 0     | 4     | 0     | 0      | 0      | 37    | 0     |
| 2004-05   | Málaga CF           | Primera División           | 33    | 1     | 1     | 0     | 0      | 0      | 34    | 1     |
| 2005-06   | Málaga CF           | Primera División           | 29    | 2     | 1     | 0     | 0      | 0      | 30    | 2     |
| 2006-07   | Real Sociedad       | Primera División           | 30    | 0     | 1     | 0     | -      | -      | 31    | 0     |
| 2007-08   | Real Sociedad       | Segunda División           | 34    | 3     | 1     | 0     | -      | -      | 35    | 3     |
| 2008-09   | Real Sociedad       | Segunda División           | 32    | 0     | 2     | 0     | -      | -      | 34    | 0     |
| 2009-10   | Córdoba CF          | Segunda División           | 34    | 0     | 0     | 0     | 0      | 0      | 34    | 0     |
| 2010-11   | Córdoba CF          | Segunda División           | 12    | 0     | 3     | 0     | 0      | 0      | 15    | 0     |
| 2011-12   | SD Logroñés         | Tercera División           | -     | -     | -     | -     | -      | -      |       |       |
| 2012-13   | SD Logroñés         | Segunda B Grupo II         | 32    | 2     | -     | -     | -      | -      |       |       |
| 2016-17   | CD Anguiano         | Tercera División Grupo XVI |       |       | -     | -     | -      | -      |       |       |

## Palmarés

### Copas internacionales
| Título                    | Club        | País   | Año  |
| ------------------------- | ----------- | ------ | ---- |
| Copa Intertoto de la UEFA | Málaga C.F. | España | 2002 |

## Carrera como entrenador
| Club                  | País   | Año       |
| --------------------- | ------ | --------- |
| Comillas C.F. juvenil | España | 2015-¿?   |
| EDF Logroño femenino  | España | 2019-2021 |

### Palmarés como entrenador
| Club                  | País   | Título                              | Año     |
| --------------------- | ------ | ----------------------------------- | ------- |
| Comillas C.F. juvenil | España | Ascenso a División de Honor juvenil | 2015/16 |